# Ephebopus cyanognathus
La Ephebopus cyanognathus o tarántula de colmillos azules es una tarántula sudamericana de la familia Theraphosidae.

## Hallazgo y distribución
La araña fue descrita por primera vez por los naturalistas West y Marshall, en el año 2000, y habita únicamente en Brasil, Guayana Francesa, Guyana y Surinam.

## Hábitat y características
Esta araña hábita en túneles semi-subterráneos construidos aprovechando la flora caída en el suelo de la selva protegidos por tela de araña; se alimenta principalmente de grillos, langostas, gusanos, moscas y cucarachas y es de comportamiento agresivo.
- Longitud: 10 - 13 centímetros.
- Colores: Naranja, azul y marrón.